# NGC 4428/2
NGC 4428/2 је спирална галаксија у сазвежђу Девица која се налази на NGC листи објеката дубоког неба.
Деклинација објекта је - 8° 9' 54" а ректасцензија 12h 27m 30,1s. Привидна величина (магнитуда) објекта NGC 4428 износи 15,8 а фотографска магнитуда 16,5. NGC 44282 је још познат и под ознакама MCG -1-32-12.